# Chevron Tower
Chevron Tower (známý také jako 575 Market Street a dříve jako Standard Oil Buildings) je mrakodrap v centru kalifornského města San Francisco. Má 40 pater a výšku 174,6 metrů, je tak 8. nejvyšší mrakodrap ve městě. Byl dokončen v roce 1975 a za designem budovy stojí firma Hertzka & Knowles. V budově se nachází kancelářské prostory.